# Adessoye Oyewole
Bản mẫu:Eastern Slavic name
Adessoye Oyetundzhievich Oyewole (tiếng Nga: Адессойе Ойетунджиевич Ойеволе; sinh ngày 18 tháng 9 năm 1982) là một hậu vệ bóng đá người Nga gốc Nigeria. Anh chơi ở vị trí tiền vệ phòng ngự hoặc trung vệ, thi đấu cho F.K. Orenburg.

## Quốc tế
Anh thi đấu ở đội tuyển trẻ quốc gia Nga.